# Kaizuka

Kaizuka (貝塚市 Kaizuka-shi?) este un municipiu din Japonia, prefectura Osaka.